# حسن كسائي
حسن کسائي (25 سبتمبر 1928 - 14 يونيو 2012) موسيقار إيراني من الأساتذة الكبار في الموسيقى الإيرانية، وهو عازف ناي.

## وصلات خارجية
- حسن كسائي على موقع ميوزك برينز (الإنجليزية)
- حسن كسائي على موقع ديسكوغز (الإنجليزية)
- حسن كسائي على موقع ديسكوغز (الإنجليزية)

- موسيقى من طريق الحرير على يوتيوب
- مقطع آخر على يوتيوب

## إنظر أيضا
- موسيقى إيرانية
- ابوالحسن صبا
- حسين عليزاده
- شهرام ناظري